# Seyhan
Seyhan (w starożytności z gr. Sáros, Σάρος) – rzeka w południowej Turcji. Jej długość wynosi 560 km, a powierzchnia zlewni 20 600 km². Jest najdłuższą turecką rzeką uchodzącą do Morza Śródziemnego.
Źródła rzeki znajdują się w mieście Aladağ w prowincji Adana, gdzie spotykają się rzeki Zamantı i Göksu, tworząc Seyhan. Przepływa m.in. przez góry Taurus oraz miasto Adana, gdzie znajduje się na niej kamienny most z czasów rzymskich.
Uchodzi do Morza Śródziemnego na Nizinie Cylicyjskiej, gdzie tworzy rozległą deltę wraz z rzeką Ceyhan.
Na rzece znajduje się Zapora Seyhan, wybudowana w 1956, służąca irygacji oraz wytwarzaniu prądu.